# Нова Гута (Лодзинське воєводство)
Нова Гута (пол. Nowa Huta) — село в Польщі, у гміні Ленки-Шляхецькі Пйотрковського повіту Лодзинського воєводства.